# Жеремі
Жеремі (гаїт. креол. Jeremi, фр. Jérémie) — місто на південному заході Гаїті, адміністративний центр департаменту Гранд-Анс.

## Географія
Місто розташовано на крайньому південному заході країни, за 297 км на захід від столиці, міста Порт-о-Пренс.

### Клімат
Місто знаходиться у зоні, котра характеризується кліматом тропічних саван. Найтепліший місяць — липень із середньою температурою 26.7 °C (80.1 °F). Найхолодніший місяць — січень, із середньою температурою 23.5 °С (74.3 °F).
| Клімат Жеремі           | Клімат Жеремі | Клімат Жеремі | Клімат Жеремі | Клімат Жеремі | Клімат Жеремі | Клімат Жеремі | Клімат Жеремі | Клімат Жеремі | Клімат Жеремі | Клімат Жеремі | Клімат Жеремі | Клімат Жеремі | Клімат Жеремі |
| Показник                | Січ.          | Лют.          | Бер.          | Квіт.         | Трав.         | Черв.         | Лип.          | Серп.         | Вер.          | Жовт.         | Лист.         | Груд.         | Рік           |
| Середня температура, °C | 23,5          | 23,6          | 24,1          | 24,7          | 25,5          | 26,4          | 26,7          | 26,6          | 26,5          | 26,1          | 25,1          | 23,8          | 25,2          |
| Норма опадів, мм        | 69.6          | 66.9          | 72.1          | 138.8         | 237.7         | 148.3         | 109           | 150.4         | 194.7         | 331.8         | 123.8         | 65.8          | 1708.9        |
| Днів з опадами          | 7,7           | 6,5           | 6,8           | 7,8           | 11,1          | 10,4          | 12,4          | 12,4          | 13,9          | 15,3          | 10,3          | 8,3           | 122,9         |
| Вологість повітря, %    | 73.4          | 72.7          | 72.7          | 73.8          | 77.3          | 75.7          | 71.4          | 74.1          | 77.6          | 78.3          | 77.7          | 73.9          | 74.9          |
| ----------------------- | ------------- | ------------- | ------------- | ------------- | ------------- | ------------- | ------------- | ------------- | ------------- | ------------- | ------------- | ------------- | ------------- |
| Джерело: Weatherbase    |               |               |               |               |               |               |               |               |               |               |               |               |               |

## Історія
1964 року в Жеремі загинуло 27 осіб під час сутичок з армією та тонтон-макутами.

## Населення
За даними 2013 року чисельність населення становить 31 416 осіб.
Динаміка чисельності населення міста за роками:
| 1971   | 1982   | 1990   | 1995   | 1997   | 2003   | 2013   |
| ------ | ------ | ------ | ------ | ------ | ------ | ------ |
| 17 199 | 18 493 | 23 715 | 25 869 | 26 803 | 27 510 | 31 416 |

## Відомі уродженці
- Батько Олександра Дюма, генерал Тома-Олександр Дюма, народився в Жеремі.
- 1841 року в місті народився 14 президент Гаїті Франсуа Дені Лежитім

## Галерея

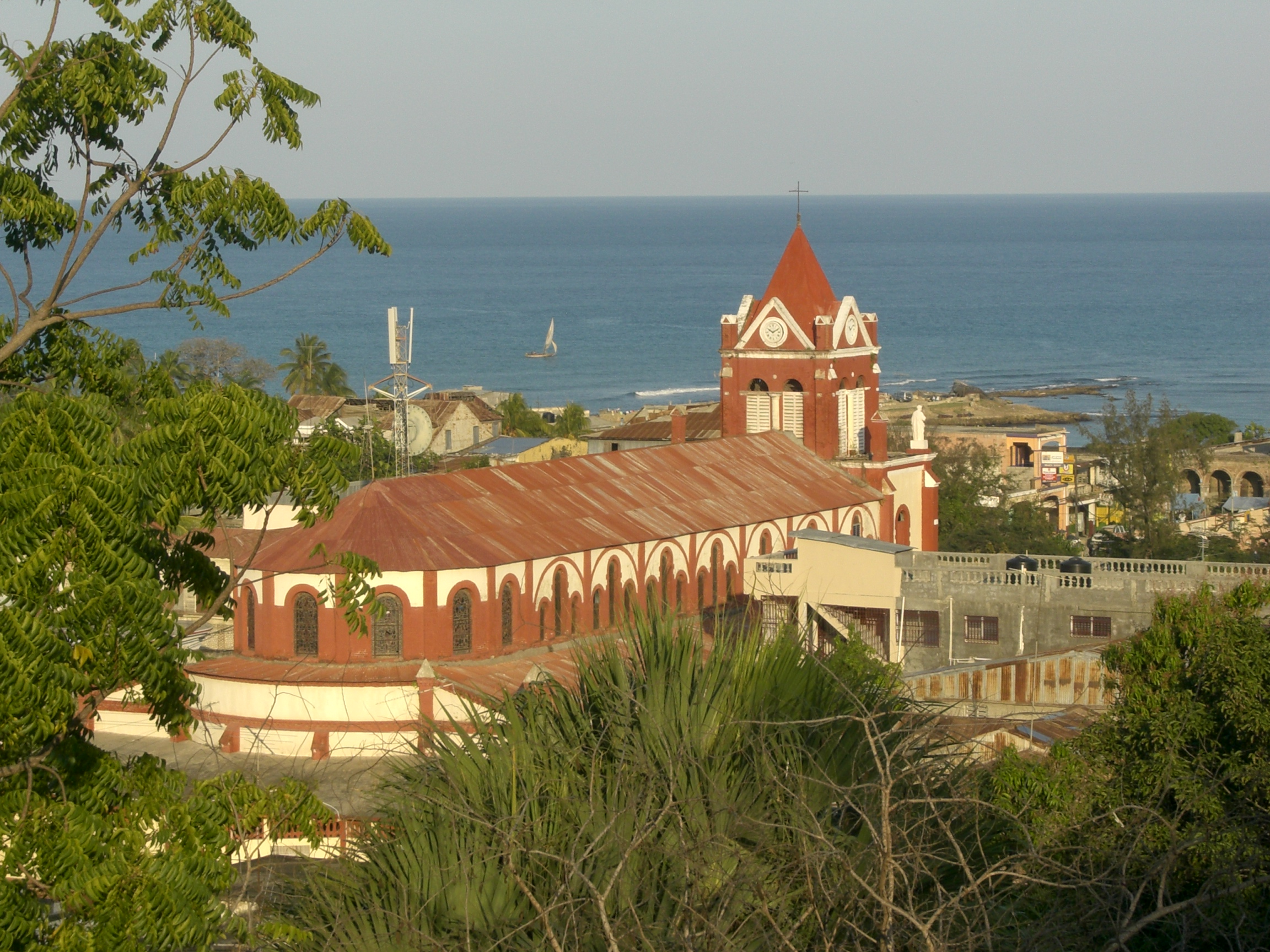
Кафедральний собор
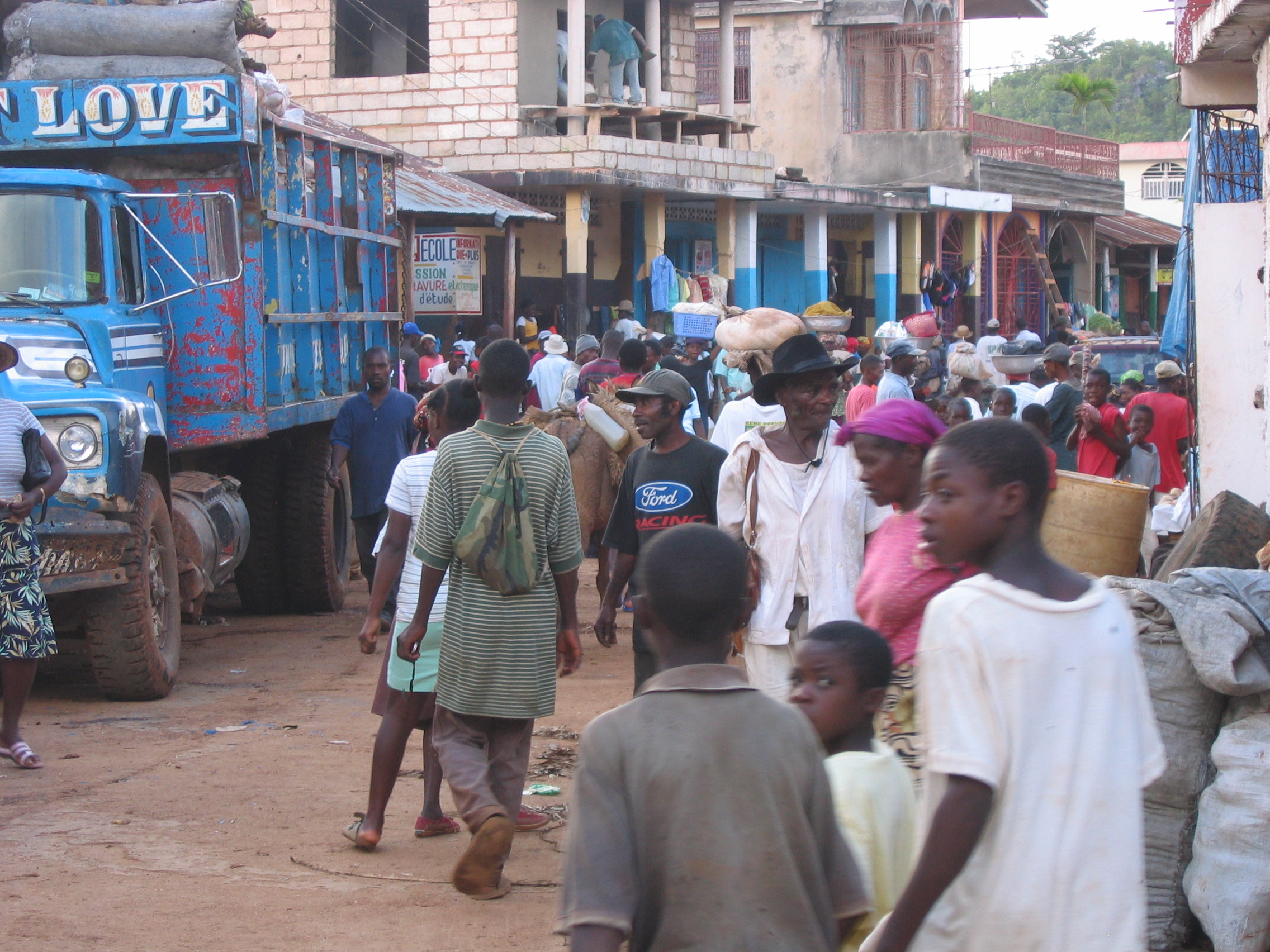
Центр міста
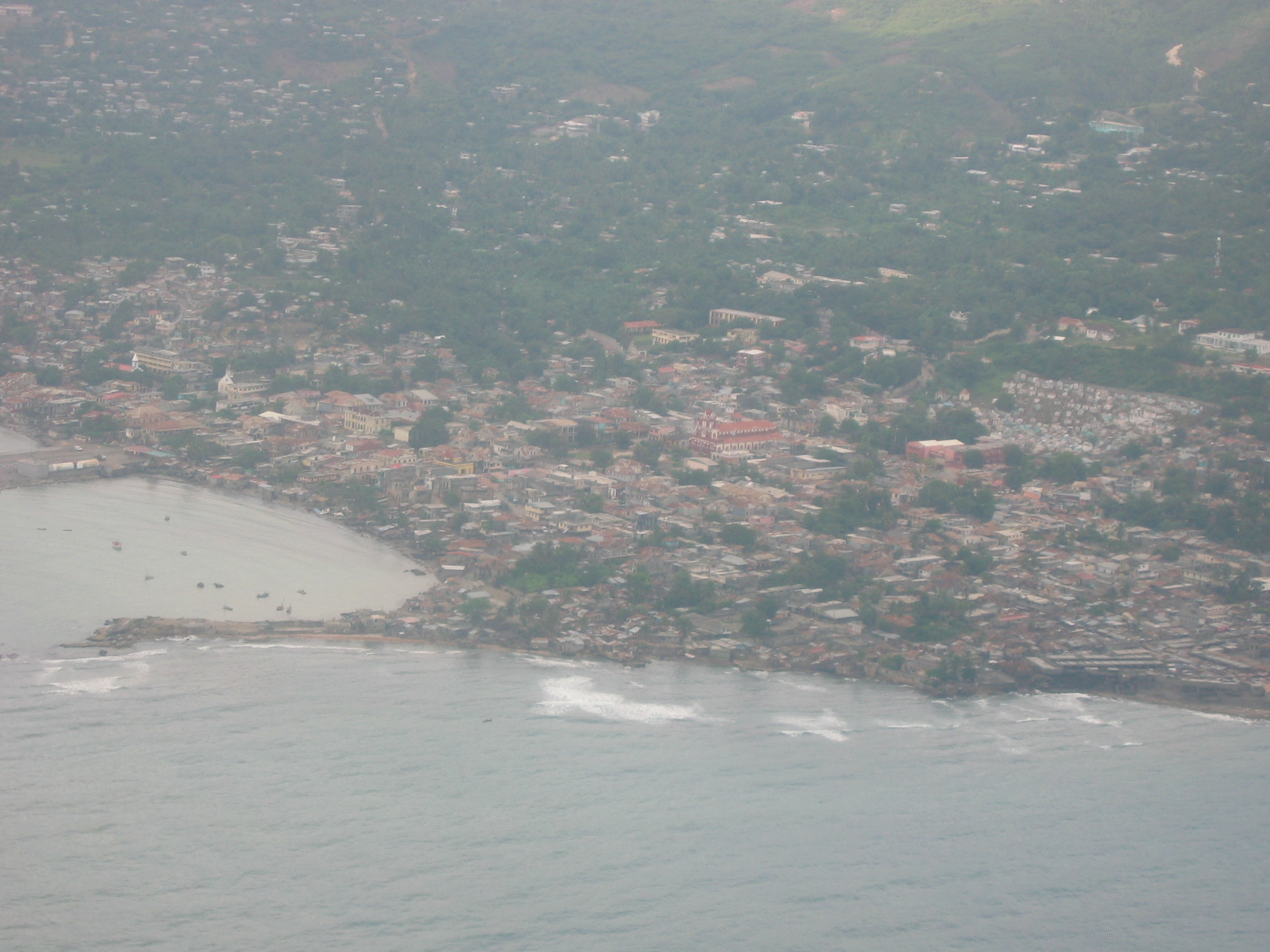
Вид на місто з висоти пташиного польоту